# Johannes V. Haupt
Johannes V. Haupt (latinisiert Johannes Hauptius; † 4. Juni 1591 in Österreich) war nacheinander Prior der Kartäuserklöster in Würzburg und Astheim, sowie Rektor der Kartause Ilmbach. Unter Haupt entstanden viele der heute noch erhaltenen Bauten in Astheim.

## Die Klöster vor Haupt
Das einschneidende Ereignis für die fränkischen Kartausen war 1525 der Deutsche Bauernkrieg. In Astheim wurden die Gebäude von den plündernden Bauern angesteckt. Der kleine Konvent von Ilmbach musste die Räumlichkeiten fluchtartig verlassen, als die Bürger von Schlüsselfeld die Baulichkeiten heimsuchten. Lediglich in Würzburg blieben die Klostergebäude weitgehend intakt und konnten nach der Niederschlagung des Aufstandes schnell wieder hergestellt werden.
Trotz der umfassenden Zerstörungen forcierten die Prioren von Astheim in der Folgezeit den Wiederaufbau. Durch die Glaubensspaltung war der Konvent aber bis in die Mitte des 16. Jahrhunderts so geschrumpft, dass unter Prior Jakobus Heil die Auflösung der Kartause diskutiert wurde. Zugleich nahmen Streitigkeiten mit der nahen Stadt Volkach zu, die sich um das Fischrecht entlang des Maines drehten und auch die Amtszeit des Johannes Haupt prägen sollten.

## Leben
Johannes Haupt wurde im 16. Jahrhundert geboren. Weder sein Geburtsort noch die Region, in der er aufwuchs, werden in den Quellen erwähnt. Gesichert ist, dass Haupt seine Profess in Astheim ablegte. Erstmals in Erscheinung trat Haupt am 4. Januar 1569. Damals schrieb Matthias de Monte, der amtierende Prior von Astheim an seinen Würzburger Amtskollegen. Haupt stand zu diesem Zeitpunkt bereits dem Konvent in Würzburg vor. Er wurde von de Monte, der zu diesem Zeitpunkt in Tückelhausen weilte, darum gebeten, zwischen der Stadt Volkach und der Kartause Astheim zu vermitteln.

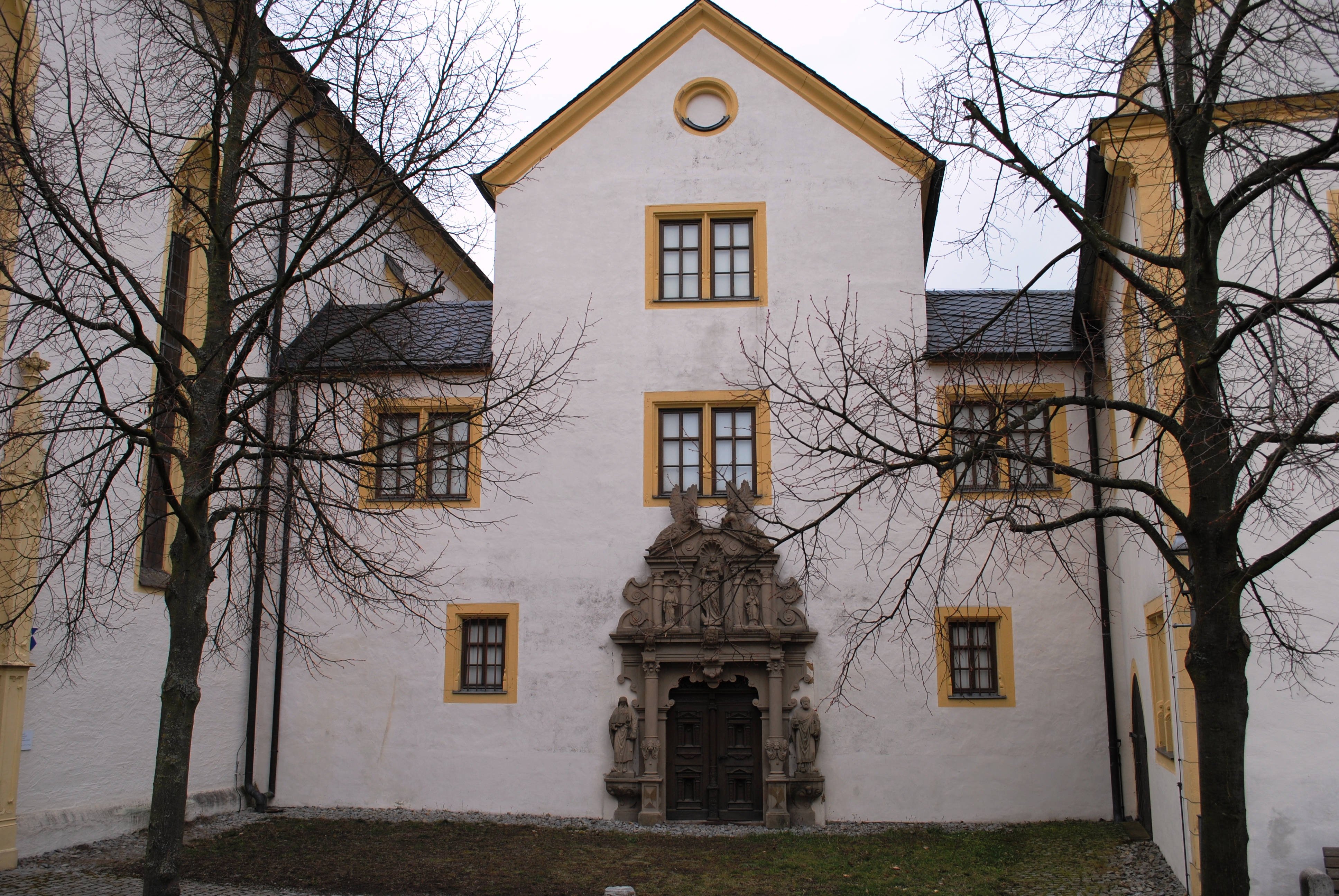
Der Verbindungsbau mit der Johanniskapelle

Der Konvent von Astheim war durch die Kriegseinwirkungen stark geschrumpft, sodass lediglich ein Professe im Kloster weilte. Nach der Resignation von Matthias de Monte stieg Haupt zum Prior Johannes V. von Astheim auf. Haupt engagierte sich auch in der Verwaltung des Ordens. 1573 wurde Haupt zum Konvisitator für die Provinz des Ordens ernannt. 1578 stieg er zum Rektor von Ilmbach auf. Haupt übernahm zwischen 1578 und 1591 die Verwaltung beider Kartausen, Astheim und Ilmbach.
In Astheim tat sich Haupt insbesondere durch seine Sparsamkeit hervor. Er legte Copeibücher an, um die im Bauernkrieg vergessenen Abgaben wieder eintreiben zu können. Der kaiserliche Notar Johann Dänzer überprüfte die Werke des Priors. Durch die Sparsamkeit gelang es Haupt auch, die zerstörten Klostergebäude neu zu errichten. Das Priorat mit der Johanniskapelle ließ er im Stil der Renaissance ebenso erbauen, wie die Klostermühle und die Stallungen. Außerdem verband er die neuen Baulichkeiten mit der Klosterkirche durch einen Kreuzgang.
Im Jahr 1586 besuchte Johannes V. das Generalkapitel der Kartäuser in der Grande Chartreuse. Hier erhielt er die Würde eines „Visitator primarius provinicae“, eines Visitators der niederdeutschen Provinz. Im Auftrag des Generalkapitels wurde ihm auch die Visitation der österreichischen Kartausen aufgetragen. Während der Reise starb Haupt am 4. Juni 1591 und wurde in der Kartause Aggsbach begraben.